# Morpho hoppiana
Morpho hoppiana är en fjärilsart som beskrevs av Friedrich Wilhelm Niepelt 1923. Morpho hoppiana ingår i släktet Morpho och familjen praktfjärilar. Inga underarter finns listade i Catalogue of Life.